# Eeli Tolvanen
Eeli Tolvanen (ur. 22 kwietnia 1999 w Vihti) – fiński hokeista, reprezentant Finlandii, olimpijczyk.
Jego bracia Joona (ur. 1992) i Atte (ur. 1994) także zostali hokeistami.

## Kariera
- Blues U16 II (2012-2013)
- Blues U16 (2012-2014)
- Blues U18 (2013-2015)
- Blues U20 (2014/2015)
- Sioux City Musketeers (2015-2017)
- Jokerit (2017-2018)
- Nashville Predators (2018)
- Milwaukee Admirals (2018-2020)
- Jokerit (2020)
- Nashville Predators (2021-2022)
- Seattle Kraken (2022-)

Wychowanek klubu Nummelan Palloseura (NuPS). Karierę rozwijał w zespołach juniorskich klubu Espoo Blues. Nie zadebiutował w seniorskiej lidze fińskiej, wyjechał do Stanów Zjednoczonych, po czym od 2015 przez dwa sezony grał w drużynie w rozgrywkach USHL. W tym okresie w 2016 został wybrany w drafcie do kanadyjskich rozgrywek juniorskich CHL przez klub Oshawa Generals z ligi OHL w pierwszej rundzie z numerem 17, a rok później w drafcie NHL z 2017 został wybrany przez amerykański klub Nashville Predators w pierwszej rundzie z numerem 30. W lipcu 2017 został zawodnikiem fińskiego klubu Jokerit w rosyjskich rozgrywkach KHL. W barwach Jokeritu grał z numerem 20. Podjął występy w formacji ataku wraz z Ollim Palolą i Brianem O’Neillem. Po tym jak drużyna Jokeritu odpadła z rywalizacji w sezonie KHL (2017/2018), pod koniec marca podpisał z Nashville Predators trzyletni kontrakt wstępujący na występy w NHL, po czym zadebiutował w barwach tej drużyny w trwającym sezonie NHL (2017/2018). W drużynie przyjął numer 11 na koszulce. W sezonach 2018/2019 i 2019/2020 grał głównie w barwach drużyny farmerskiej, Milwaukee Admirals. W sierpniu 2020 ponownie został zawodnikiem Jokeritu, przechodząc na zasadzie wypożyczenia na czas do odwołania. W połowie grudnia 2020 jego kontrakt został rozwiązany przez klub. Następnie zawodnik wrócił do Nashville, gdzie grał od lutego 2021 i dokończył sezon NHL (2020/2021), a pod koniec sierpnia 2021 ogłoszono podpisanie przez niego trzyletniego kontraktu z klubem. W grudniu 2022 ogłoszono skierowanie go przez klub na listę waivers, a kilka dni potem angaż w klubie Seattle Kraken.
Został reprezentantem Finlandii. Uczestniczył w turniejach mistrzostw świata do lat 17 edycji 2016, mistrzostw świata do lat 18 edycji 2016, mistrzostw świata do lat 20 edycji 2017, 2018. Pod koniec 2017 w wieku 18 lat został reprezentantem seniorskiej kadry kraju występując w turniejach z cyklu Euro Hockey Tour. Uczestniczył w turniejach zimowych igrzysk olimpijskich 2018, mistrzostw świata edycji 2018.

## Sukcesy
Reprezentacyjne
- Złoty medal mistrzostw świata juniorów do lat 18: 2016

Klubowe
- Złoty medal Jr. C SM-sarja: 2014, 2015 z Blues U16
- Mistrzostwo Konferencji Zachodniej USHL: 2017 z Sioux City Musketeers
- Mistrzostwo sezonu zasadniczego USHL: 2017 z Sioux City Musketeers
- Finał rozgrywek o Clark Cup: 2017 z Sioux City Musketeers

Indywidualne
- Jr. C SM-sarja (2013/2014):
  - Nagroda Keijo Kuuseli – pierwsze miejsce w klasyfikacji strzelców: 43 gole
  - Nagroda Samiego Kapanena – najlepszy napastnik sezonu
  - Nagroda Teppo Numminena – najlepszy zawodnik sezonu
  - Skład gwiazd sezonu
- Jr. B SM-sarja (2014/2015):
  - Nagroda Raimo Summanen – pierwsze miejsce w klasyfikacji strzelców: 39 goli
  - Nagroda Mattiego Hagmana – pierwsze miejsce w klasyfikacji strzelców: 84 punktów
  - Nagroda Esy Peltonena – najlepszy napastnik sezonu
  - Nagroda Esy Tikkanena – najlepszy zawodnik sezonu
  - Pierwszy skład gwiazd sezonu
- Mistrzostwa świata do lat 17 w hokeju na lodzie mężczyzn 2016:
  - Pierwsze miejsce w klasyfikacji strzelców turnieju: 9 goli
  - Pierwsze miejsce w klasyfikacji kanadyjskiej turnieju: 10 punktów
  - Skład gwiazd turnieju
- Mistrzostwa świata do lat 18 w hokeju na lodzie mężczyzn 2016/Elita:
  - Pierwsze miejsce w klasyfikacji strzelców turnieju: 7 goli[17]
  - Szóste miejsce w klasyfikacji kanadyjskiej turnieju: 9 punktów[18]
  - Jeden z trzech najlepszych zawodników reprezentacji w turnieju[19]
- USHL (2015/2016):
  - Skład gwiazd pierwszoroczniaków
- USHL (2016/2017):
  - Pierwszy skład gwiazd
- KHL (2017/2018):
  - Najlepszy pierwszoroczniak tygodnia – 28 sierpnia 2017[20], 18 września 2017[21], 2 października 2017[22], 9 października 2017[23], 30 października 2017[24]
  - Najlepszy napastnik tygodnia – 2 października 2017
  - Skład gwiazd miesiąca – sierpień 2017[25]
  - Najlepszy pierwszoroczniak miesiąca – październik 2017[26]
  - Wyrównany rekord w klasyfikacji kanadyjskiej zawodnika w wieku 18 lat w lidze KHL[27]
  - Mecz Gwiazd KHL
- Mistrzostwa Świata Juniorów w Hokeju na Lodzie 2018/Elita:
  - Jeden z trzech najlepszych zawodników reprezentacji w turnieju[28]
- Hokej na lodzie na Zimowych Igrzyskach Olimpijskich 2018 – turniej mężczyzn:
  - Trzecie miejsce w klasyfikacji asystentów turnieju: 6 asyst[29]
  - Trzecie miejsce w klasyfikacji kanadyjskiej turnieju: 9 punktów[30]
  - Skład gwiazd turnieju[31]